# Tytthoscincus ishaki
Tytthoscincus ishaki es una especie de escincomorfos de la familia Scincidae.

## Distribución geográfica yhábitat
Es endémica de la isla Tioman, en el archipiélago de Seribuat (Malasia Peninsular). Su rango altitudinal oscila alrededor de 850 m s. n. m..